# غولدن آي 007
غولدن آي 007 (بالإنجليزية: GoldenEye 007)‏ هي لعبة فيديو من منظور تصويب الشخص الأول تم إنتاجها في سنة 1997 وهي من سلسلة ألعاب جيمس بوند وأحداثها مبينة على فيلم العين الذهبية الذي تم إنتاجه في سنة 1995، تم إنتاجها في سنة 1997، وتم تطويرها من قبل شركة راير لأجهزة نينتندو 64، تم بيع حوالي 8 ملايين نسخة صدورها حيث أصبحت ثالث أكثر الألعاب مبيعاً على جهاز نينتندو 64. في سنة 2010 تم إنتاج نسخة محدثة لهذه اللعبة ومن نفس قصة الفيلم وكانت تحمل غولدن آي 007.

## روابط خارجية
- غولدن آي 007 على موقع IMDb (الإنجليزية)